# Chris Karloff
Christopher Karloff est un guitariste britannique né à Leicester, fondateur du groupe de rock alternatif Kasabian en 1997 avant de le quitter en 2006 pour s'installer à New York avec sa femme. Il y crée le groupe Black Onassis en 2011 avec Nick Forde et Brad Conroy.

## Discographie
- 2004 : Kasabian
- 2005 : Live from Brixton Academy
- 2006 : Empire
- 2013 : Desensitized